# Sara Tavares
Pour les articles homonymes, voir Tavares.
 (décembre 2009).
Si vous disposez d'ouvrages ou d'articles de référence ou si vous connaissez des sites web de qualité traitant du thème abordé ici, merci de compléter l'article en donnant les références utiles à sa vérifiabilité et en les liant à la section « Notes et références ».
Sara Tavares (née le 1er février 1978 à Lisbonne où elle est morte le 19 novembre 2023) est une interprète, compositrice et guitariste portugaise d'origine cap-verdienne.

## Biographie
Ses parents sont originaires du Cap-Vert et elle a grandi au Portugal.
En 1994, elle est la représentante du Portugal à l'Eurovision avec une ballade classique, Chamar a musica, obtenant la 8e place sur 25 concurrents.
Elle meurt des suites d'une tumeur cérébrale le 19 novembre 2023 à l'âge de 45 ans, à Lisbonne.

## Style
Sa musique est une liaison entre ses racines cap-verdiennes, de pays d'Afrique, portugaises, etc. Elle mélange rythmes européens (pop, folk) et africains (funana).

## Discographie
- 1996 : Sara Tavares & Shout (EP)
- 1999 : Mi Ma Bô
- 2006 : Balancê
- 2008 : Alive! Lisboa
- 2009 : Xinti
- 2017 : Fitxadu